# Periodisk funktion

En illustration av en periodisk funktion med perioden

En periodisk funktion är i matematiken en funktion som upprepar sig, med ett visst intervall som kallas för period. Vanligt förekommande funktioner som är periodisk är de trigonometriska funktioner, som t.ex. sin x, som upprepar sig med perioden 2π radianer. I matematisk beskrivning av olika fenomen som har periodicitet förekommer periodiska funktioner som exempelvis när man behandlar oscillation samt vågrörelser.
En funktion f(x) är periodisk med perioden {\displaystyle P} om den uppfyller ekvationen
{\displaystyle f(x)=f(x+P)\,\!}
för alla x.
Ett mått på ett tidsförlopps periodicitet är den så kallade autokorrelationsfunktionen. 
Kontinuerliga periodiska funktioner kan skrivas som fourierserier.